# Маріана Перес-Рольдан
Маріана Перес-Рольдан (ісп. Mariana Pérez Roldán; нар. 7 листопада 1967) — колишня аргентинська тенісистка.
Найвищу одиночну позицію світового рейтингу — 51 місце досягла 18 липня 1988, парну — 128 місце — 12 жовтня 1987 року.
Найвищим досягненням на турнірах Великого шолома був чвертьфінал в змішаному парному розряді.

## Юніорські фінали турнірів Великого шолома

### Дівчата, парний розряд (1–1)
| Результат | Рік  | Турнір                               | Покриття | Партнерка         | Суперниці                       | Рахунок       |
| --------- | ---- | ------------------------------------ | -------- | ----------------- | ------------------------------- | ------------- |
| Перемога  | 1985 | Відкритий чемпіонат Франції з тенісу | Ґрунт    | Патрісія Тарабіні | Андреа Голікова Радка Зрубакова | 6–3, 5–7, 6–4 |
| Поразка   | 1985 | Відкритий чемпіонат США з тенісу     | Тверде   | Патрісія Тарабіні | Андреа Голикова Радка Зрубакова | 4–6, 6–2, 5–7 |

## Фінали турнірів WTA

### Одиночний розряд: 1 (поразка)
| Результат | Дата          | Турнір         | Покриття | Суперниця      | Рахунок  |
| --------- | ------------- | -------------- | -------- | -------------- | -------- |
| Поразка   | 20 липня 1986 | Gastein Ladies | Ґрунт    | Сандра Чеккіні | 4–6, 0–6 |

## Фінали ITF
| турніри $25,000 |
| турніри $10,000 |

### Одиночний розряд (1–3)
| Результат | Ранг | Дата          | Турнір                      | Покриття | Суперниця      | Рахунок       |
| --------- | ---- | ------------- | --------------------------- | -------- | -------------- | ------------- |
| Поразка   | 1.   | 1 квітня 1985 | ITF Буенос-Айрес, Аргентина | Ґрунт    | Мерседес Пас   | 3–6, 2–6      |
| Поразка   | 2.   | 15 липня 1985 | ITF Суб'яко, Італія         | Ґрунт    | Барбара Романо | 6–7, 1–6      |
| Поразка   | 3.   | 22 липня 1985 | ITF Сецце, Італія           | Ґрунт    | Барбара Романо | 2–6, 4–6      |
| Перемога  | 1.   | 9 червня 1986 | ITF Ліон, Франція           | Ґрунт    | Беттіна Фулько | 6–4, 3–6, 6–1 |

### Парний розряд (3–4)
| Результат | Ранг | Дата            | Турнір                      | Покриття | Партнерка         | Суперниці                        | Рахунок          |
| --------- | ---- | --------------- | --------------------------- | -------- | ----------------- | -------------------------------- | ---------------- |
| Перемога  | 1.   | 17 березня 1985 | ITF Порту-Алегрі, Бразилія  | Ґрунт    | Патрісія Тарабіні | Ріна Ейні Лоррейн Ґрейсі         | 7–6(0), 3–6, 6–4 |
| Перемога  | 2.   | 1 квітня 1985   | ITF Буенос-Айрес, Аргентина | Ґрунт    | Патрісія Тарабіні | Габріела Моска Андреа Тьєцці     | 7–6, 6–4         |
| Поразка   | 1.   | 22 квітня 1985  | ITF Монвізо, Італія         | Ґрунт    | Патрісія Тарабіні | Патріція Мурго Барбара Романо    | 6–7, 5–7         |
| Перемога  | 3.   | 16 червня 1985  | ITF Ам'єн, Франція          | Ґрунт    | Патрісія Тарабіні | Кеммі Макгрегор Синтія Макгрегор | 6–3, 6–4         |
| Поразка   | 2.   | 15 липня 1985   | ITF Суб'яко, Італія         | Ґрунт    | Патрісія Тарабіні | Патріція Мурго Барбара Романо    | 2–6, 1–6         |
| Поразка   | 3.   | 22 липня 1985   | ITF Сецце, Італія           | Ґрунт    | Патрісія Тарабіні | Патріція Мурго Барбара Романо    | 6–3, 3–6, 2–6    |
| Поразка   | 4.   | 3 квітня 1988   | ITF Рим, Італія             | Ґрунт    | Фернанде Гонсалес | Марція Гроссі Франческа Романо   | 5–7, 3–6         |